# Vardablur, Aragatsotn
Vardablur là một đô thị thuộc tỉnh Aragatsotn, Armenia. Dân số ước tính năm 2011 là 588 người.